# Problema dos 100 mil anos

, um indicador de temperatura, nos últimos 600 mil anos (uma média de várias amostras de carbonato de sedimentos de mar profundo)

O problema dos 100 mil anos (em inglês: 100,000-year problem) da teoria de Milankovitch de forçamento orbital refere-se a uma discrepância entre o registro geológico de temperatura [en] reconstruído e a quantidade reconstruída de radiação solar incidente, ou insolação, nos últimos 800 mil anos. Devido a variações na órbita da Terra, a quantidade de insolação varia em períodos de cerca de 21 mil, 40 mil, 100 mil e 400 mil anos. As variações na quantidade de energia solar incidente geram mudanças no clima da Terra e são reconhecidas como um fator fundamental no momento do início e do fim das glaciações.
Embora exista um ciclo de Milankovitch na faixa de 100 mil anos, relacionado à excentricidade orbital da Terra, sua contribuição para a variação da insolação é muito menor do que a da precessão e da obliquidade. O problema dos 100 mil anos refere-se à falta de uma explicação óbvia para a periodicidade das eras glaciais de aproximadamente 100 mil anos nos últimos milhões de anos, mas não antes, quando a periodicidade dominante correspondia a 41 mil anos. A transição inexplicável entre os dois regimes de periodicidade é conhecida como a  Transição do Pleistoceno Médio, datada de cerca de 800 mil anos atrás.
O problema relacionado de 400 mil anos refere-se à ausência de uma periodicidade de 400 mil anos devido à excentricidade orbital no registro geológico de temperatura nos últimos 1,2 milhão de anos.
A transição na periodicidade de 41 mil anos para 100 mil anos pode agora ser reproduzida em simulações numéricas que incluem uma tendência decrescente no dióxido de carbono e a remoção do regolito induzida pela glaciação.

## Reconhecimento do ciclo de 100 mil anos

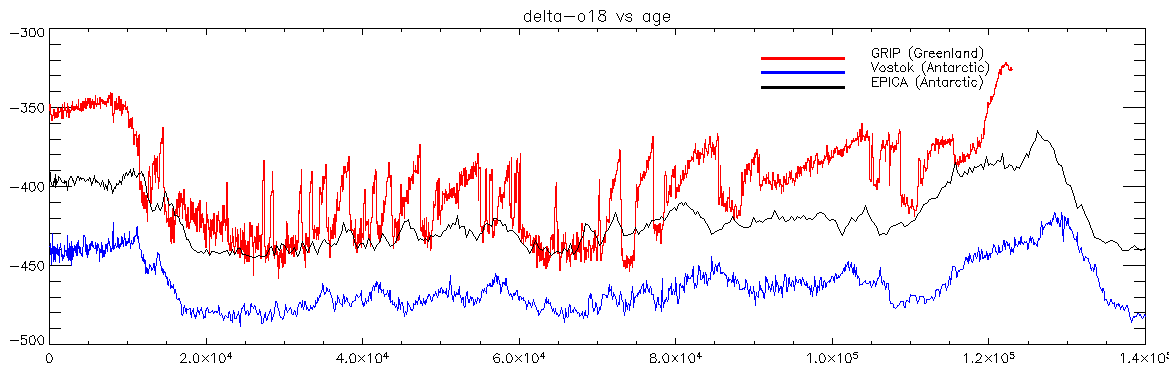
Um registro de para os últimos 140 mil anos dos núcleos de gelo da Groenlândia (NGRIP) e da Antártica (EPICA, Vostok)

O registro geológico da temperatura pode ser reconstruído a partir de evidências sedimentares. Talvez o indicador de paleotemperatura mais útil do clima passado seja o fracionamento [en] dos isótopos de oxigênio, denominado {\displaystyle \delta }18O. Esse fracionamento é controlado principalmente pela quantidade de água retida no gelo e pela temperatura absoluta do planeta e permitiu a construção de uma escala de tempo dos estágios dos isótopos marinhos.
No final da década de 1990, os registros de {\displaystyle \delta ^{18}O} do ar (no núcleo de gelo de Vostok) e dos sedimentos marinhos estavam disponíveis e foram comparados com estimativas de insolação, o que deve afetar a temperatura e o volume de gelo. Conforme descrito por Shackleton (2000), o registro de {\displaystyle \delta ^{18}O} em sedimentos de águas profundas “é dominado por uma ciclicidade de 100 mil anos universalmente interpretada como o principal ritmo da era glacial". Shackleton (2000) ajustou a escala de tempo do registro de {\displaystyle \delta ^{18}O} do núcleo de gelo de Vostok para se adequar à força orbital presumida e usou a análise espectral para identificar e subtrair o componente do registro que, nessa interpretação, poderia ser atribuído a uma resposta linear (diretamente proporcional) à força orbital. O sinal residual (o restante), quando comparado com o residual de um registro de isótopo de núcleo marinho similarmente ajustado, foi usado para estimar a proporção do sinal que era atribuível ao volume de gelo, com o restante (tendo tentado permitir o efeito Dole) sendo atribuído a mudanças de temperatura em águas profundas.
Descobriu-se que o componente de 100 mil anos da variação do volume de gelo coincide com os registros do nível do mar baseados em determinações da idade dos corais e a excentricidade orbital está defasada em vários milhares de anos, como seria de se esperar se a excentricidade orbital fosse o mecanismo de ritmo. Fortes “saltos” não lineares no registro aparecem em deglaciações, embora a periodicidade de 100 mil anos não tenha sido a periodicidade mais forte nesse registro de volume de gelo "puro".
Foi constatado que o registro separado da temperatura do mar profundo variava diretamente em fase com a excentricidade orbital, assim como a temperatura e o CO₂ da Antártida; portanto, a excentricidade parece exercer um efeito geologicamente imediato sobre as temperaturas do ar, do mar profundo e as concentrações atmosféricas de dióxido de carbono. Shackleton (2000) concluiu: “O efeito da excentricidade orbital provavelmente entra no registro paleoclimático por meio de uma influência na concentração de CO₂ atmosférico”.
Elkibbi e Rial (2001) identificaram o ciclo de 100 mil anos como um dos cinco principais desafios enfrentados pelo modelo Milankovitch de forçamento orbital das eras glaciais.

## Hipóteses para explicar o problema

O efeito das variações de obliquidade pode, em conjunto com a precessão, ser amplificado pela inclinação orbital.

Como a periodicidade de 100 mil anos domina apenas o clima do último milhão de anos, não há informações suficientes para separar as frequências componentes da excentricidade usando a análise espectral, o que dificulta a detecção confiável de tendências significativas de longo prazo, embora a análise espectral de registros paleoclimáticos muito mais longos, como a pilha de núcleos marinhos de Lisiecki e Raymo e o registro isotópico composto de James Zachos, ajude a colocar o último milhão de anos em um contexto de longo prazo. Portanto, ainda não há uma prova clara do mecanismo responsável pela periodicidade de 100 mil anos, mas há várias hipóteses confiáveis.

### Ressonância climática
O mecanismo pode ser interno ao sistema terrestre. O sistema climático da Terra pode ter uma frequência de ressonância natural de 100 mil anos, ou seja, os processos de retroalimentação dentro do clima produzem automaticamente um efeito de 100 mil anos, da mesma forma que um sino toca naturalmente em um determinado tom. Os oponentes dessa alegação apontam que a ressonância teria que ter se desenvolvido há 1 milhão de anos, já que a periodicidade de 100 mil anos foi fraca ou inexistente nos 2 milhões de anos anteriores. Isso é viável - a deriva continental e a mudança na taxa de propagação do fundo oceânico foram postuladas como possíveis causas de tal mudança. As oscilações livres dos componentes do sistema terrestre foram consideradas como uma causa, mas poucos sistemas terrestres têm inércia térmica em uma escala de tempo de mil anos para que qualquer mudança de longo prazo se acumule. A hipótese mais comum é a das camadas de gelo do Hemisfério Norte, que podem se expandir por alguns ciclos mais curtos até ficarem grandes o suficiente para sofrer um colapso repentino. O problema dos 100 mil anos foi examinado por José A. Rial, Jeseung Oh e Elizabeth Reischmann, que concluíram que a sincronização mestre-escravo entre as frequências naturais do sistema climático e a força da excentricidade deu início às eras glaciais de 100 mil anos do Pleistoceno tardio e explica sua grande amplitude.

### Inclinação orbital

Os ciclos de precessão podem produzir um efeito de 100 mil anos.

A inclinação orbital tem uma periodicidade de 100 mil anos, enquanto os períodos de 95 e 125 mil anos da excentricidade poderiam interagir para produzir um efeito de 108 mil anos. Embora seja possível que a variabilidade da inclinação, menos significativa e originalmente ignorada, tenha um efeito profundo no clima, a excentricidade modifica a insolação apenas em uma pequena quantidade: 1-2% da mudança causada pelos ciclos de precessão de 21 mil anos e de obliquidade de 41.000 anos. Um mecanismo possível sugerido para explicar isso foi a passagem da Terra por regiões de poeira cósmica. Um mecanismo possível sugerido para explicar isso foi a passagem da Terra por regiões de poeira cósmica. Nossa órbita excêntrica nos levaria por nuvens empoeiradas no espaço, que agiriam para ocultar parte da radiação recebida, sombreando a Terra.
Nesse cenário, espera-se que a abundância do isótopo 3He, produzido pelos raios solares que dividem os gases na atmosfera superior, diminua - e as investigações iniciais de fato encontraram essa queda na abundância de 3He. Outros argumentaram sobre possíveis efeitos da poeira entrando na própria atmosfera, por exemplo, aumentando a cobertura de nuvens (em 9 de julho e 9 de janeiro, quando a Terra passa pelo plano invariável, a nuvem mesosférica aumenta). Portanto, o ciclo de excentricidade de 100 mil anos pode atuar como um “marca-passo” para o sistema, amplificando o efeito dos ciclos de precessão e obliquidade em momentos-chave, com sua perturbação.

### Ciclos de precessão
Uma sugestão semelhante considera os ciclos de precessão de 21.636 anos como os únicos responsáveis. As eras glaciais são caracterizadas pelo lento acúmulo de volume de gelo, seguido por fases de derretimento relativamente rápidas. É possível que o gelo tenha se acumulado ao longo de vários ciclos de precessão, derretendo somente após quatro ou cinco desses ciclos.

### Poeira e albedo
Acredita-se que o albedo da camada de gelo e a poeira sejam os responsáveis. O alto albedo das camadas de gelo do norte resistirá ao aquecimento climático dos máximos de Milankovitch, a menos que estejam cobertas de poeira. Os episódios de poeira ocorrem logo antes de cada período de aquecimento interglacial, e afirma-se que o albedo reduzido resultante das camadas de gelo do norte ajuda no aquecimento interglacial. Diz-se que os episódios de poeira são causados pelo baixo nível de CO₂ atmosférico, que cria desertos de CO₂ nas áreas montanhosas do norte da China, com a poeira resultante criando o Planalto de Loess e cobrindo as camadas de gelo do norte.

### Flutuação da luminosidade solar
Um mecanismo que pode explicar as flutuações periódicas na luminosidade solar também foi proposto como explicação. As ondas de difusão que ocorrem no Sol podem ser modeladas de tal forma que explicam as mudanças climáticas observadas na Terra.

### Fotossíntese terrestre vs. fotossíntese oceânica

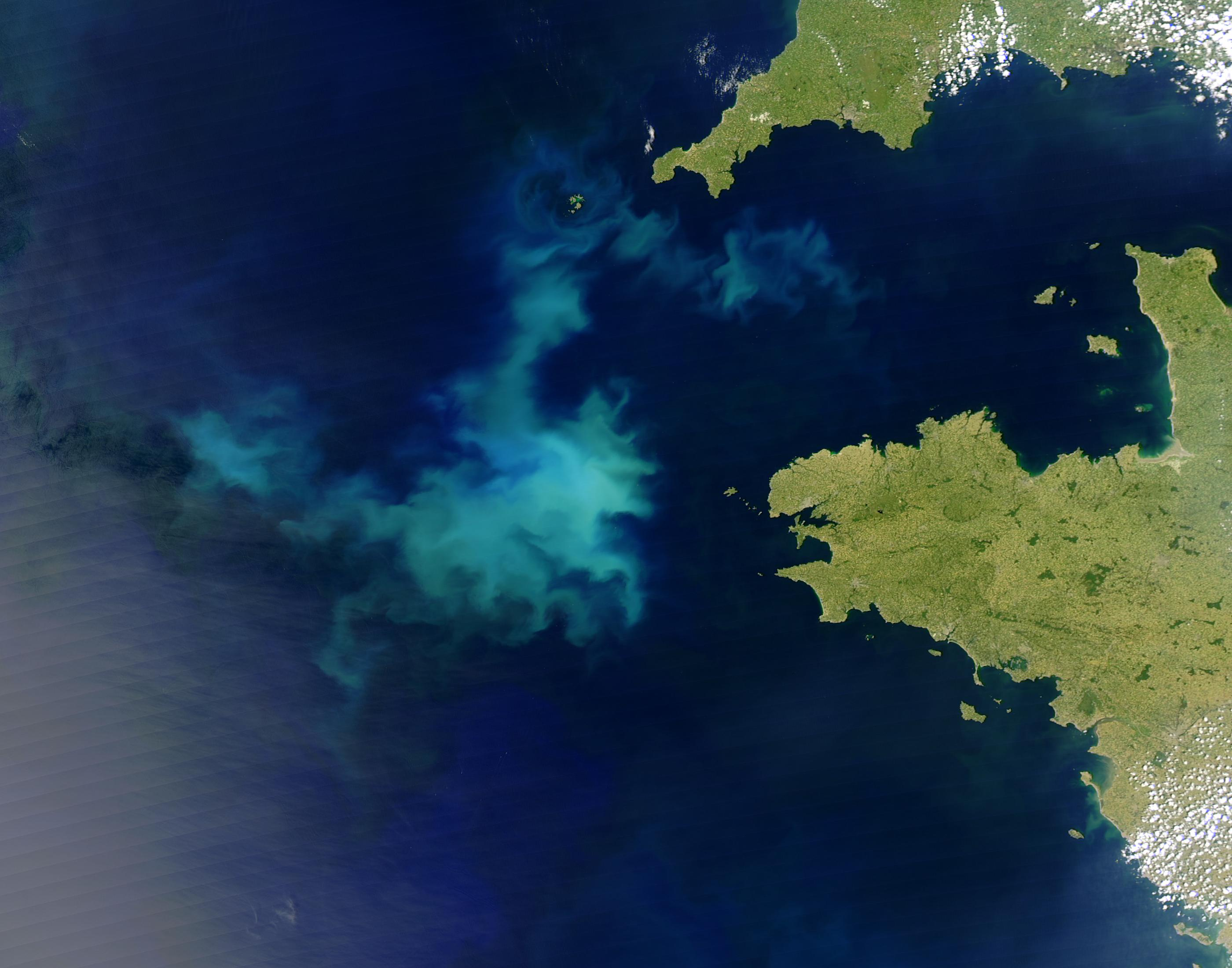
Uma eflorescência algal. A importância relativa da fotossíntese terrestre e marinha pode variar em uma escala de tempo de 100 mil anos.

O efeito Dole descreve tendências em {\displaystyle \delta ^{18}O} decorrentes de tendências na importância relativa de fotossintetizadores terrestres e oceânicos. Essa variação é uma causa plausível do fenômeno.

### Pesquisa em andamento
A recuperação de núcleos de gelo de alta resolução que abrangem mais dos últimos 1.000.000 de anos pelo projeto EPICA [en] em andamento pode ajudar a esclarecer melhor a questão. Um novo método de datação de alta precisão desenvolvido pela equipe permite uma melhor correlação dos vários fatores envolvidos e coloca as cronologias dos núcleos de gelo em uma base temporal mais sólida, endossando a hipótese tradicional de Milankovitch, segundo a qual as variações climáticas são controladas pela insolação no hemisfério norte. A nova cronologia é inconsistente com a teoria da “inclinação” do ciclo de 100 mil anos. O estabelecimento de avanços e atrasos em relação a diferentes componentes de força orbital com esse método - que usa o controle direto da insolação sobre as proporções de nitrogênio-oxigênio nas bolhas do núcleo de gelo - é, em princípio, uma grande melhoria na resolução temporal desses registros e outra validação significativa da hipótese de Milankovitch. Um exercício internacional de modelagem climática (Abe-ouchi et al., Nature, 2013) demonstrou que os modelos climáticos podem replicar a ciclicidade de 100 mil anos, considerando a força orbital e os níveis de dióxido de carbono do Pleistoceno tardio. O histórico isostático das camadas de gelo foi implicado na mediação da resposta de 100 mil anos ao forçamento orbital. As camadas de gelo maiores são mais baixas em termos de elevação porque deprimem a crosta continental sobre a qual se assentam e, portanto, são mais vulneráveis ao derretimento.